# ستيوارت وودز
ستيوارت وودز (بالإنجليزية: Stuart Woods)‏‏ (9 يناير 1938 في مانشستر - ) روائي، وكاتب، وممثل، وعالم اجتماع من الولايات المتحدة.

## الجوائز
- جائزة إدغار
- الجائزة الكبرى لأدب الشرطة [الإنجليزية]‏

## روابط خارجية
- ستيوارت وودز على موقع IMDb (الإنجليزية)
- ستيوارت وودز على موقع قاعدة بيانات الفيلم (الإنجليزية)